# Палероне
Палероне је насеље у Италији у округу Маса-Карара, региону Тоскана.
Према процени из 2011. у насељу је живело 1049 становника. Насеље се налази на надморској висини од 78 м.